# Viala-du-Tarn
Pour les articles homonymes, voir Viala.
Viala-du-Tarn est une commune française située dans le département de l'Aveyron, en région Occitanie.
Le patrimoine architectural de la commune comprend deux  immeubles protégés au titre des monuments historiques : une maison, inscrite en 1932, et le dolmen de Cazarède, inscrit en 1997.

## Géographie

### Généralités
Au sud du Massif central, dans la moitié sud du département de l'Aveyron, la commune de Viala-du-Tarn est située à l'intérieur du parc naturel régional des Grands Causses. Le territoire communal, qui s'étend sur 38,56 km2, est bordé au sud sur près de neuf kilomètres par le Tarn dans des gorges appelées Raspes où a été implanté le barrage de Pinet. Son affluent le ruisseau de Coudols, arrose l'ouest du territoire communal.
L'altitude minimale, avec 300 mètres, se trouve localisée à l'extrême sud-ouest, là où le Tarn quitte la commune et sert de limite entre celles d'Ayssènes et de Saint-Victor-et-Melvieu. L'altitude maximale avec 1 050 mètres est située à l'extrême nord, sur le Lévézou, près du lieu-dit Candadès, à une quarantaine de mètres du territoire de la commune de Salles-Curan.
Sur les hauteurs en rive droite du Tarn et traversé par la route départementale (RD) 73, le bourg de Viala-du-Tarn est situé, en distances orthodromiques, treize kilomètres au nord de Saint-Affrique, seize kilomètres à l'ouest-sud-ouest du centre-ville de Millau et trente-neuf kilomètres au sud-est de Rodez.
La commune est également desservie par les RD 152, 169 et 200.

### Communes limitrophes
Viala-du-Tarn est limitrophe de cinq autres communes.
Les communes limitrophes sont  Ayssènes, Montjaux, Saint-Rome-de-Tarn, Saint-Victor-et-Melvieu et Salles-Curan.
|                         | Salles-Curan  |                    |
| Ayssènes                | Viala-du-Tarn | Montjaux           |
| Saint-Victor-et-Melvieu |               | Saint-Rome-de-Tarn |

### Hydrographie

#### Réseau hydrographique

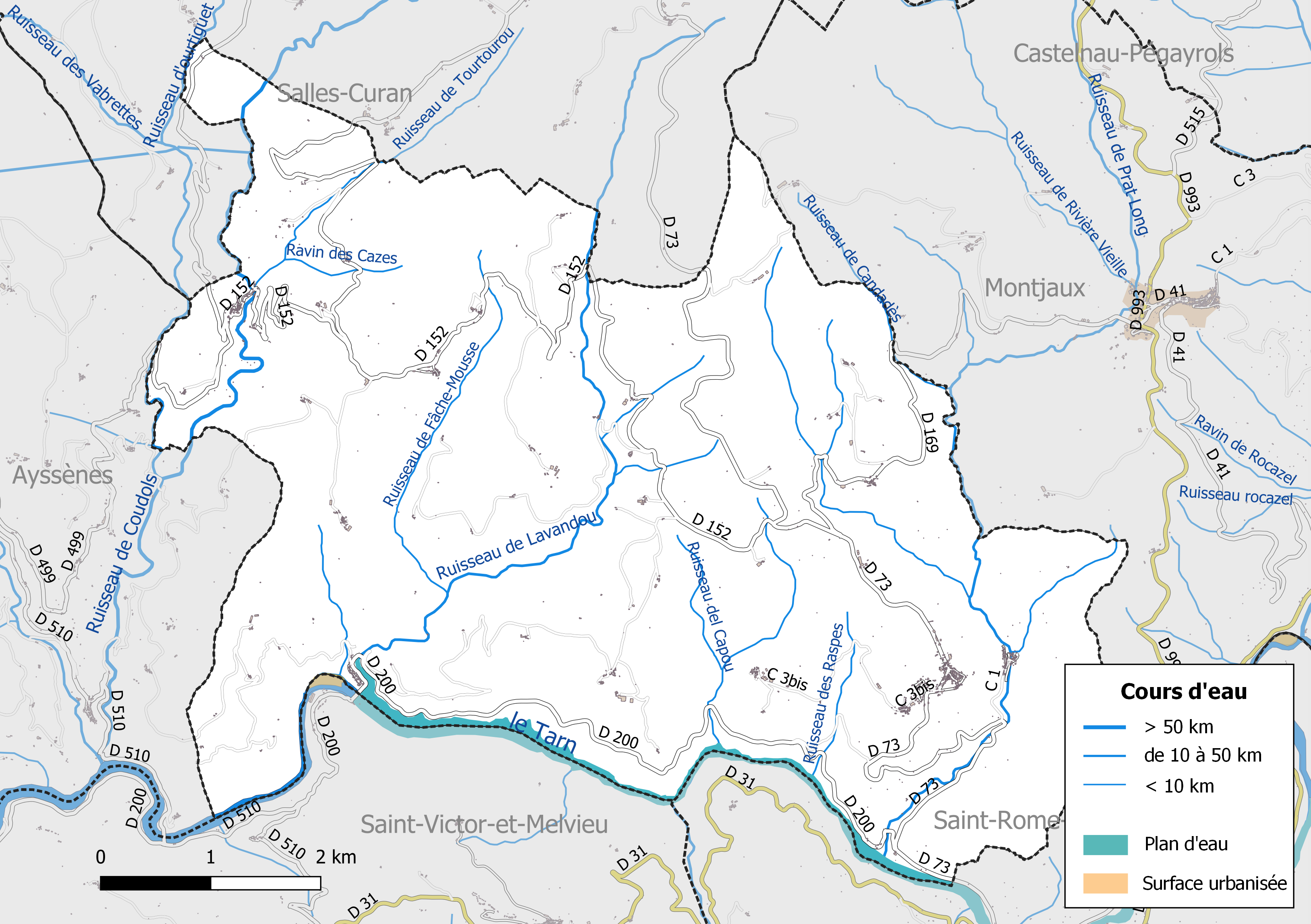
Réseaux hydrographique et routier de Viala-du-Tarn.

La commune est drainée par le Tarn, le ruisseau de Coudols, le ruisseau de Lavandou, le ruisseau de Prat Long, le ruisseau des Vabrettes, le ruisseau d'Ourtiguet, un bras du Tarn, le ravin des Cazes, le ruisseau de Candadès, le ruisseau de Fâche-Mousse, le ruisseau del Capou, le ruisseau des Raspes, le ruisseau de Tourtourou et par divers autres petits cours d'eau.
Le Tarn, d'une longueur totale de 380,2 km, prend sa source dans la commune de Pont de Montvert - Sud Mont Lozère (48) et se jette  dans la Garonne à Saint-Nicolas-de-la-Grave (82), après avoir arrosé 99 communes.
Le ruisseau de Coudols, d'une longueur totale de 17 km, prend sa source dans la commune de Castelnau-Pégayrols et se jette  dans le Tarn à Ayssènes, après avoir arrosé 4 communes.
Le lac de Pinet complète le réseau hydrographique. Il s'agit d'un lac très sauvage sur sa partie aval, d'une profondeur maximale de 25 m et d'une superficie de 130 ha. Il est ouvert à la pêche sur la partie amont jusqu'au Mas de Lanauq. Il se situe dans les territoires des communes de Saint-Rome-de-Tarn, Saint-Victor-et-Melvieu et Viala-du-Tarn.

#### Gestion des cours d'eau
La gestion des cours d’eau situés dans le bassin de l’Aveyron est assurée par l’établissement public d'aménagement et de gestion des eaux (EPAGE) Aveyron amont, créé le 1er janvier 2017, en remplacement du syndicat mixte du bassin versant Aveyron amont,,.

### Climat
Pour des articles plus généraux, voir Climat de l'Occitanie et Climat de l'Aveyron.
En 2010, le climat de la commune est de type climat des marges montargnardes, selon une étude s'appuyant sur une série de données couvrant la période 1971-2000. En 2020, Météo-France publie une typologie des climats de la France métropolitaine dans laquelle la commune est exposée à un climat de montagne et est dans la région climatique Sud-est du Massif Central, caractérisée par une pluviométrie annuelle de 1 000 à 1 500 mm, minimale en été, maximale en automne.
Pour la période 1971-2000, la température annuelle moyenne est de 11,8 °C, avec une amplitude thermique annuelle de 15,8 °C. Le cumul annuel moyen de précipitations est de 1 016 mm, avec 11,2 jours de précipitations en janvier et 5,3 jours en juillet. Pour la période 1991-2020, la température moyenne annuelle observée sur la station météorologique la plus proche, située sur la commune de Salles-Curan à 14 km à vol d'oiseau, est de 9,6 °C et le cumul annuel moyen de précipitations est de 1 085,0 mm,. Pour l'avenir, les paramètres climatiques de la commune estimés pour 2050 selon différents scénarios d'émission de gaz à effet de serre sont consultables sur un site dédié publié par Météo-France en novembre 2022.

### Milieux naturels et biodiversité

#### Espaces protégés
La protection réglementaire est le mode d’intervention le plus fort pour préserver des espaces naturels remarquables et leur biodiversité associée.
Dans ce cadre, la commune fait partie d'un espace protégé, le Parc naturel régional des Grands Causses, créé en 1995 et d'une superficie de 327 937 ha, qui s'étend sur 97 communes. Ce territoire rural habité, reconnu au niveau national pour sa forte valeur patrimoniale et paysagère, s’organise autour d’un projet concerté de développement durable, fondé sur la protection et la valorisation de son patrimoine,,.

#### Sites Natura 2000

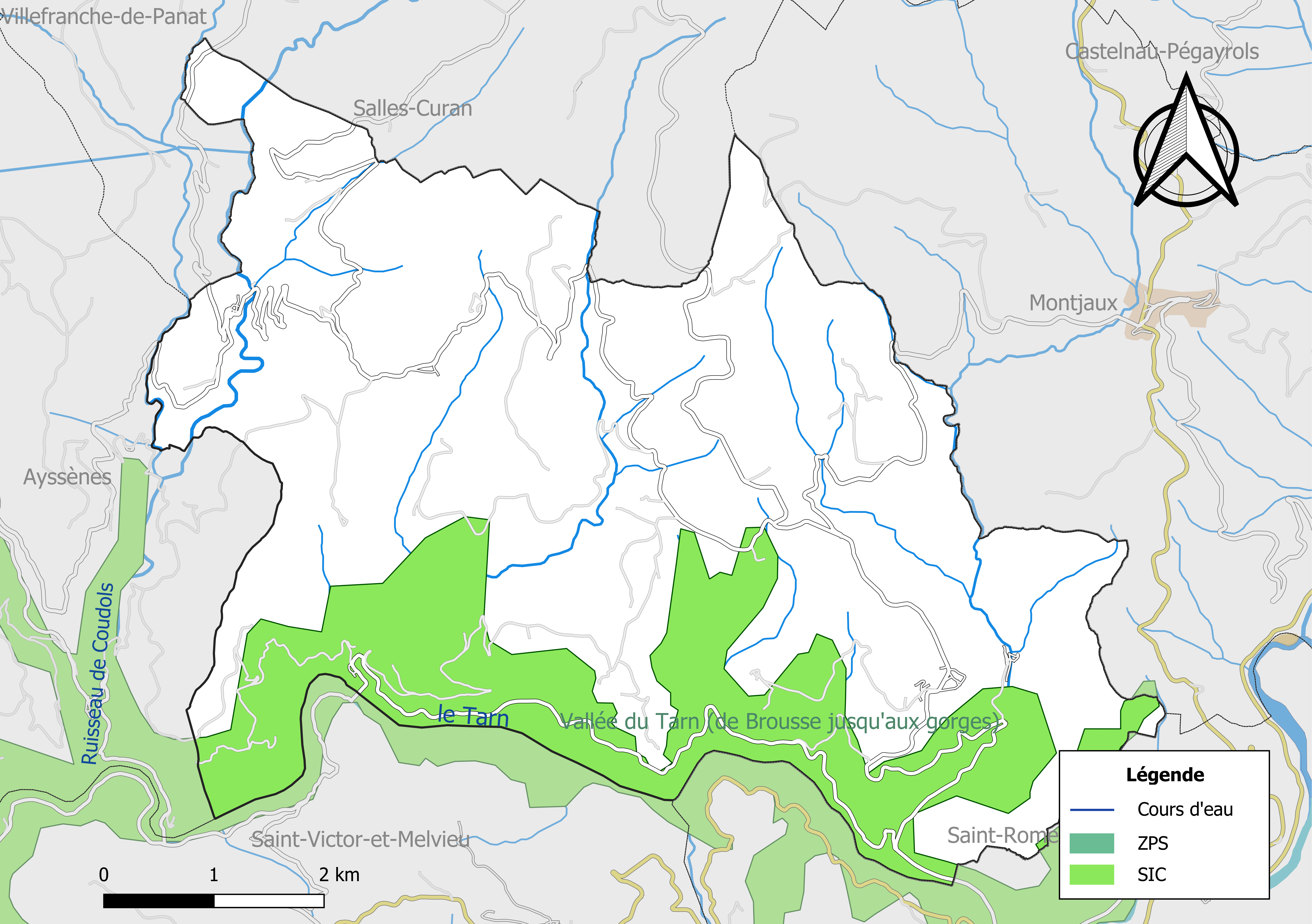
Sites Natura 2000 sur le territoire communal.

Le réseau Natura 2000 est un réseau écologique européen de sites naturels d’intérêt écologique élaboré à partir des Directives « Habitats » et « Oiseaux ». Ce réseau est constitué de Zones spéciales de conservation (ZSC) et de Zones de protection spéciale (ZPS). Dans les zones de ce réseau, les États Membres s'engagent à maintenir dans un état de conservation favorable les types d'habitats et d'espèces concernés, par le biais de mesures réglementaires, administratives ou contractuelles.
Un site Natura 2000 a été défini sur la commune au titre de la « directive Habitats » : 
- la « Vallée du Tarn (de Brousse-le-Château jusqu'aux gorges) », d'une superficie de 3 713 ha, s'étend sur dix communes de l'Aveyron. Il s'agit d'une vallée encaissée offrant une grande diversité de situations aquatiques et géologiques (terrains calcaires et acides) entrainant une végétation originale. Des grottes à chauves-souris sont présentes ainsi qu'une population remarquable d'Odonates rares, notamment Macromia splendens[21] ;

#### Zones naturelles d'intérêt écologique, faunistique et floristique
L’inventaire des zones naturelles d'intérêt écologique, faunistique et floristique (ZNIEFF) a pour objectif de réaliser une couverture des zones les plus intéressantes sur le plan écologique, essentiellement dans la perspective d’améliorer la connaissance du patrimoine naturel national et de fournir aux différents décideurs un outil d’aide à la prise en compte de l’environnement dans l’aménagement du territoire.
Le territoire communal de Viala-du-Tarn comprend deux ZNIEFF de type 1, :
- la « Rivière Tarn (partie Aveyron) » (2 381 ha), couvrant 41 communes dont 25 dans l'Aveyron et 16 dans le Tarn[23] ;
- la « Vallée du Tarn et de la Muze à Saint-Rome et Montjaux » (3 336 ha), couvrant 5 communes du département[24] :

et une ZNIEFF de type 2, :
- la « Vallée du Tarn, amont » (36 322 ha), qui s'étend sur 57 communes dont 31 dans l'Aveyron, 1 dans la Lozère et 25 dans le Tarn[25].

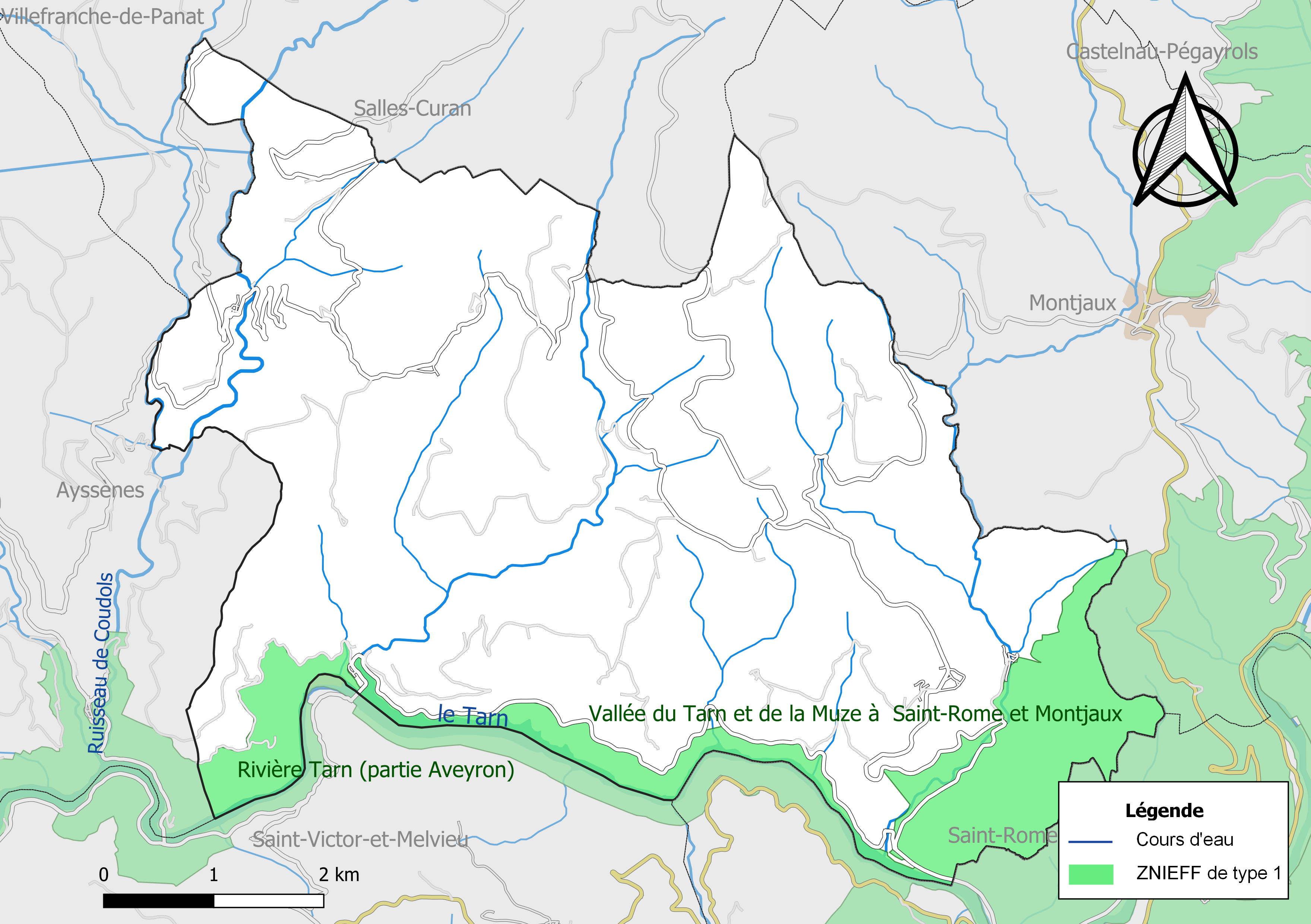
Carte des ZNIEFF de type 1 de la commune.
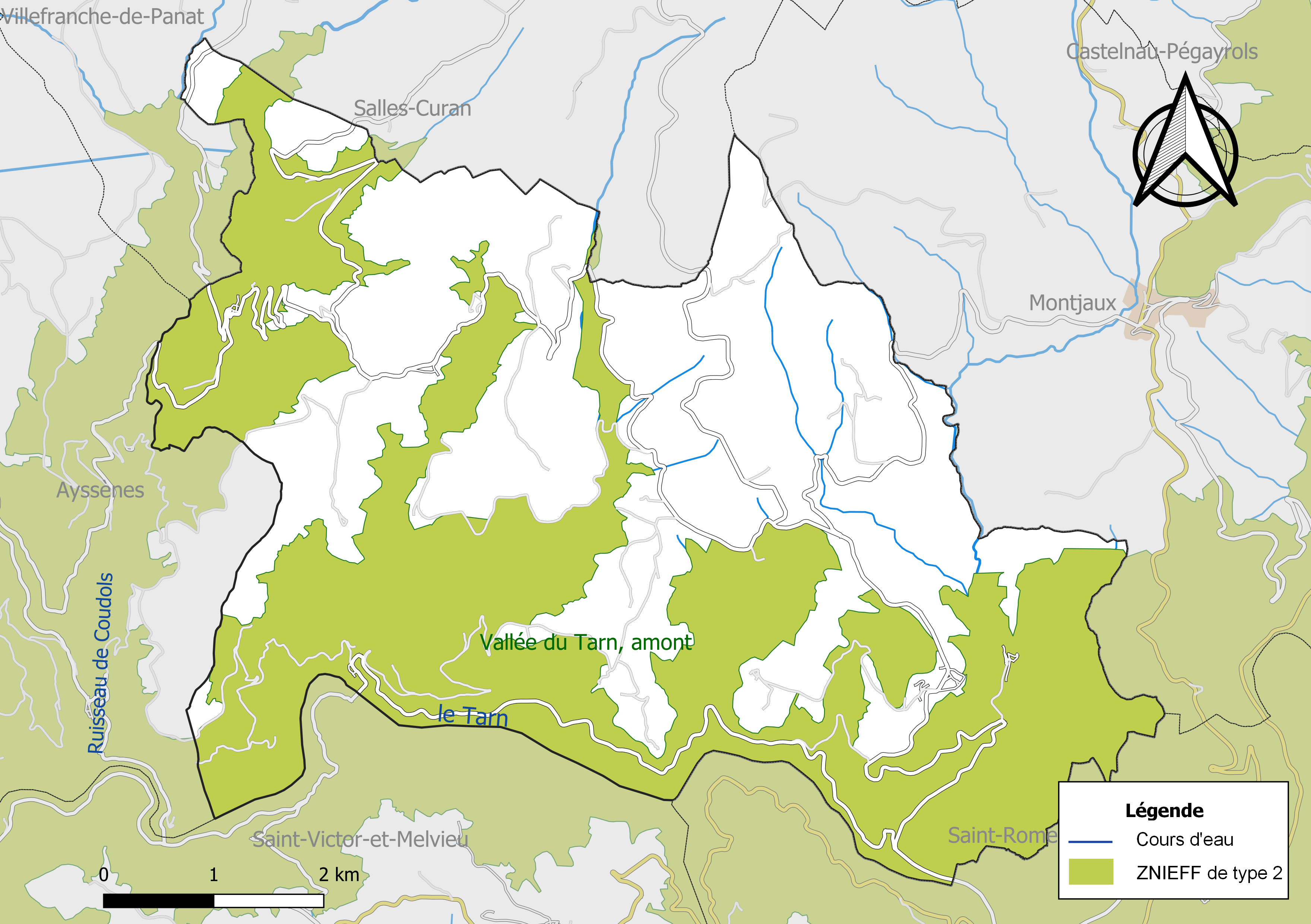
Carte de la ZNIEFF de type 2 de la commune.

## Urbanisme

### Typologie
Au 1er janvier 2024, Viala-du-Tarn est catégorisée commune rurale à habitat très dispersé, selon la nouvelle grille communale de densité à 7 niveaux définie par l'Insee en 2022.
Elle est située hors unité urbaine et hors attraction des villes,.

### Occupation des sols

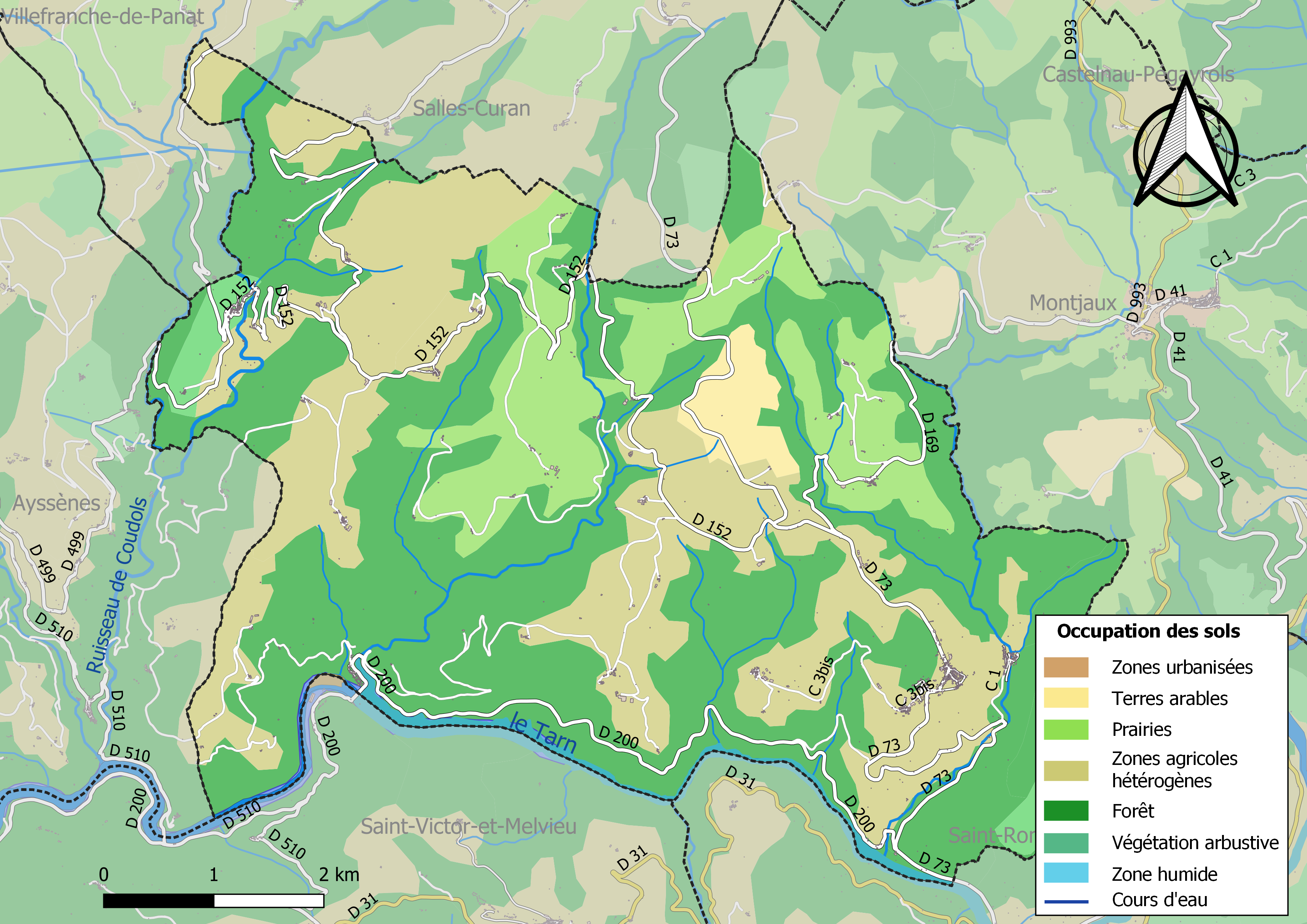
Infrastructures et occupation des sols de la commune de Viala-du-Tarn.

L'occupation des sols de la commune, telle qu'elle ressort de la base de données européenne d’occupation biophysique des sols Corine Land Cover (CLC), est marquée par l'importance des forêts et milieux semi-naturels (55,5 % en 2018), une proportion sensiblement équivalente à celle de 1990 (56 %). La répartition détaillée en 2018 est la suivante : 
forêts (53,5 %), zones agricoles hétérogènes (29,6 %), prairies (12,1 %), terres arables (2,1 %), milieux à végétation arbustive et/ou herbacée (1,9 %), eaux continentales (0,8 %).

### Planification
La loi SRU du 13 décembre 2000 a incité fortement les communes à se regrouper au sein d’un établissement public, pour déterminer les partis d’aménagement de l’espace au sein d’un SCoT, un document essentiel d’orientation stratégique des politiques publiques à une grande échelle. La commune est dans le territoire du SCoT du Parc naturel régional des Grands Causses, approuvé le vendredi 7 juillet 2017 par le comité syndical et mis à l’enquête publique en décembre 2019. La structure porteuse est le Pôle d'équilibre territorial et rural du PNR des Grands Causses, qui associe huit communautés de communes, notamment la communauté de communes de la Muse et des Raspes du Tarn, dont la commune est membre.
La commune, en 2017, avait engagé l'élaboration d'un plan local d'urbanisme.

### Risques majeurs
Le territoire de la commune de Viala-du-Tarn est vulnérable à différents aléas naturels : inondations, climatiques (hiver exceptionnel ou canicule), feux de forêts et séisme (sismicité très faible).
Il est également exposé à deux risques particuliers, les risques radon et minier,.

#### Risques naturels

Zones inondables de la commune de Viala-du-Tarn.

Certaines parties du territoire communal sont susceptibles d’être affectées par le risque d’inondation par débordement du Tarn. Un plan des surfaces submersibles (PSS), premier document cartographique réglementant l'occupation du sol en zone inondable pour les cours d'eau domaniaux, a été établi en 1964. Compte tenu du peu d’enjeux exposés à ces inondations, aucun plan de prévention du risque d’inondation n’a été prescrit. Néanmoins la loi Barnier du 2 février 1995 confère aux PSS un statut de plan de prévention des risques (PPR ), les rendant par conséquent opposables au tiers et faisant entrer le territoire de la commune dans le champ d'application de l'obligation d'information des acquéreurs locataires.
Le Plan départemental de protection des forêts contre les incendies découpe le département de l’Aveyron en sept « bassins de risque » et définit une sensibilité des communes à l’aléa feux de forêt (de faible à très forte). La commune est classée en sensibilité forte.
Les mouvements de terrains susceptibles de se produire sur la commune sont liés à la présence de cavités souterraines localisées sur la commune,.

#### Risques particuliers
La commune est concernée par le risque minier, principalement lié à l’évolution des cavités souterraines laissées à l’abandon et sans entretien après l’exploitation des mines.
Dans plusieurs parties du territoire national, le radon, accumulé dans certains logements ou autres locaux, peut constituer une source significative d’exposition de la population aux rayonnements ionisants. Toutes les communes du département sont concernées par le risque radon à un niveau plus ou moins élevé. Selon le dossier départemental des risques majeurs du département établi en 2013, la commune de Viala-du-Tarn est classée à risque moyen à élevé. Un décret du 4 juin 2018 a modifié la terminologie du zonage définie dans le code de la santé publique et a été complété par un arrêté du 27 juin 2018 portant délimitation des zones à potentiel radon du territoire français. La commune est désormais en zone 3, à savoir zone à potentiel radon significatif.

## Histoire
En 1829, trois communes : Coudols, Le Minier et Pinet fusionnent avec Viala-du-Tarn.

## Politique et administration

### Découpage territorial
La commune de Viala-du-Tarn est membre de la communauté de communes de la Muse et des Raspes du Tarn, un établissement public de coopération intercommunale (EPCI) à fiscalité propre créé le 1er janvier 2005 dont le siège est à Saint-Rome-de-Tarn. Ce dernier est par ailleurs membre d'autres groupements intercommunaux.
Sur le plan administratif, elle est rattachée à l'arrondissement de Millau, au département de l'Aveyron et à la région Occitanie. Sur le plan électoral, elle dépend du  canton de Tarn et Causses pour l'élection des conseillers départementaux, depuis le redécoupage cantonal de 2014 entré en vigueur en 2015, et de la troisième circonscription de l'Aveyron  pour les élections législatives, depuis le dernier découpage électoral de 2010.

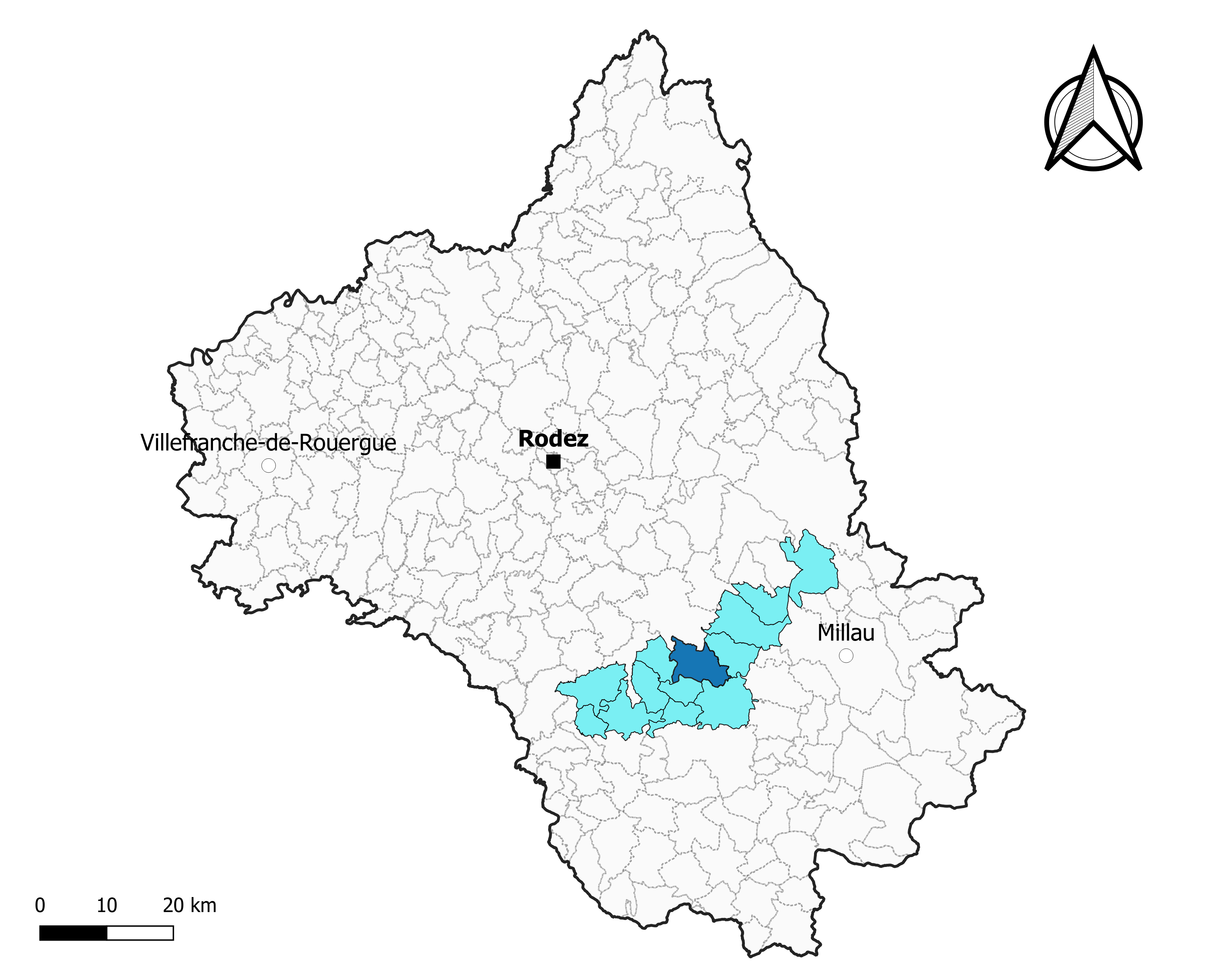
Viala-du-Tarn dans l'intercommunalité en 2020.
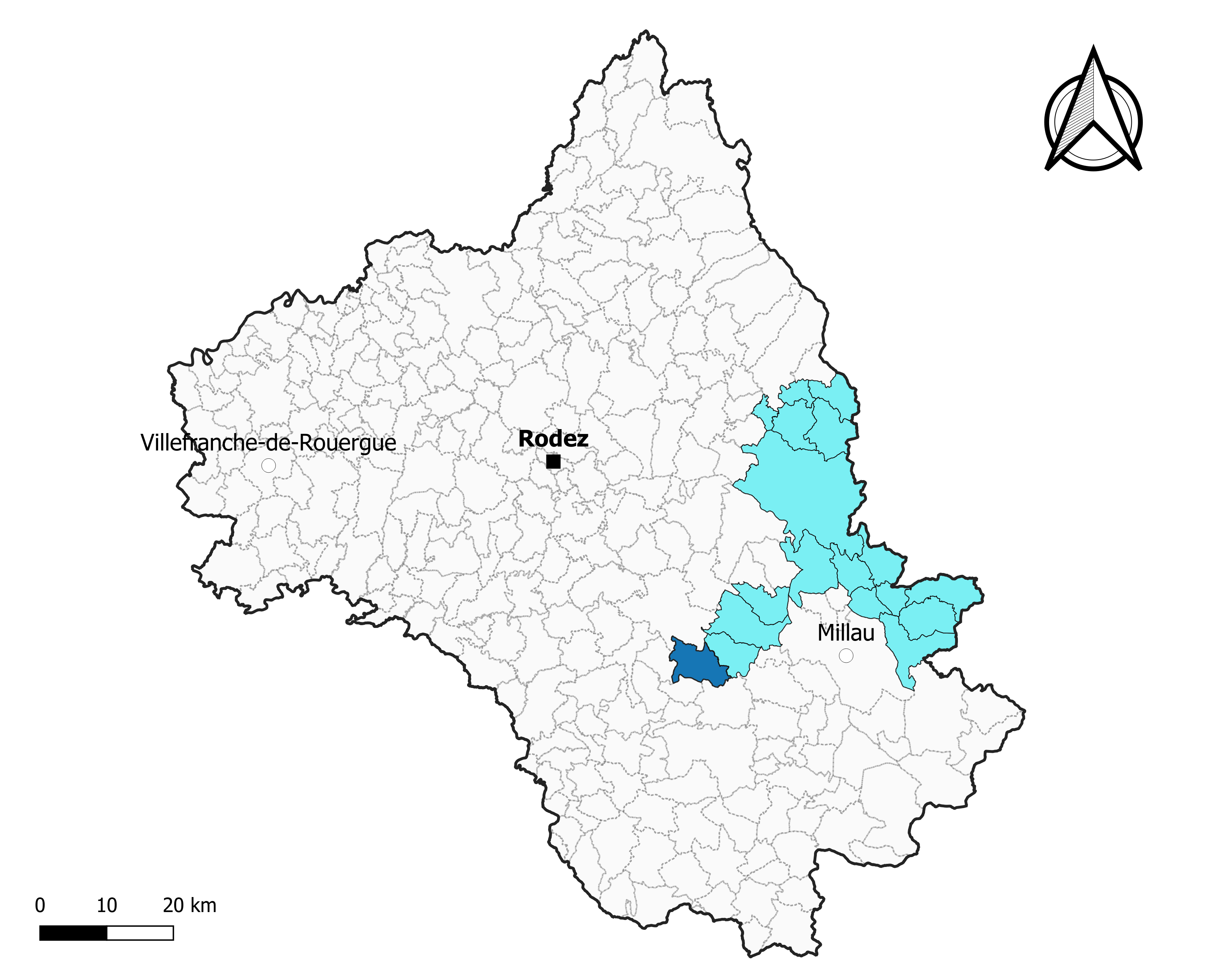
Viala-du-Tarn dans le canton de Tarn et Causses en 2020.
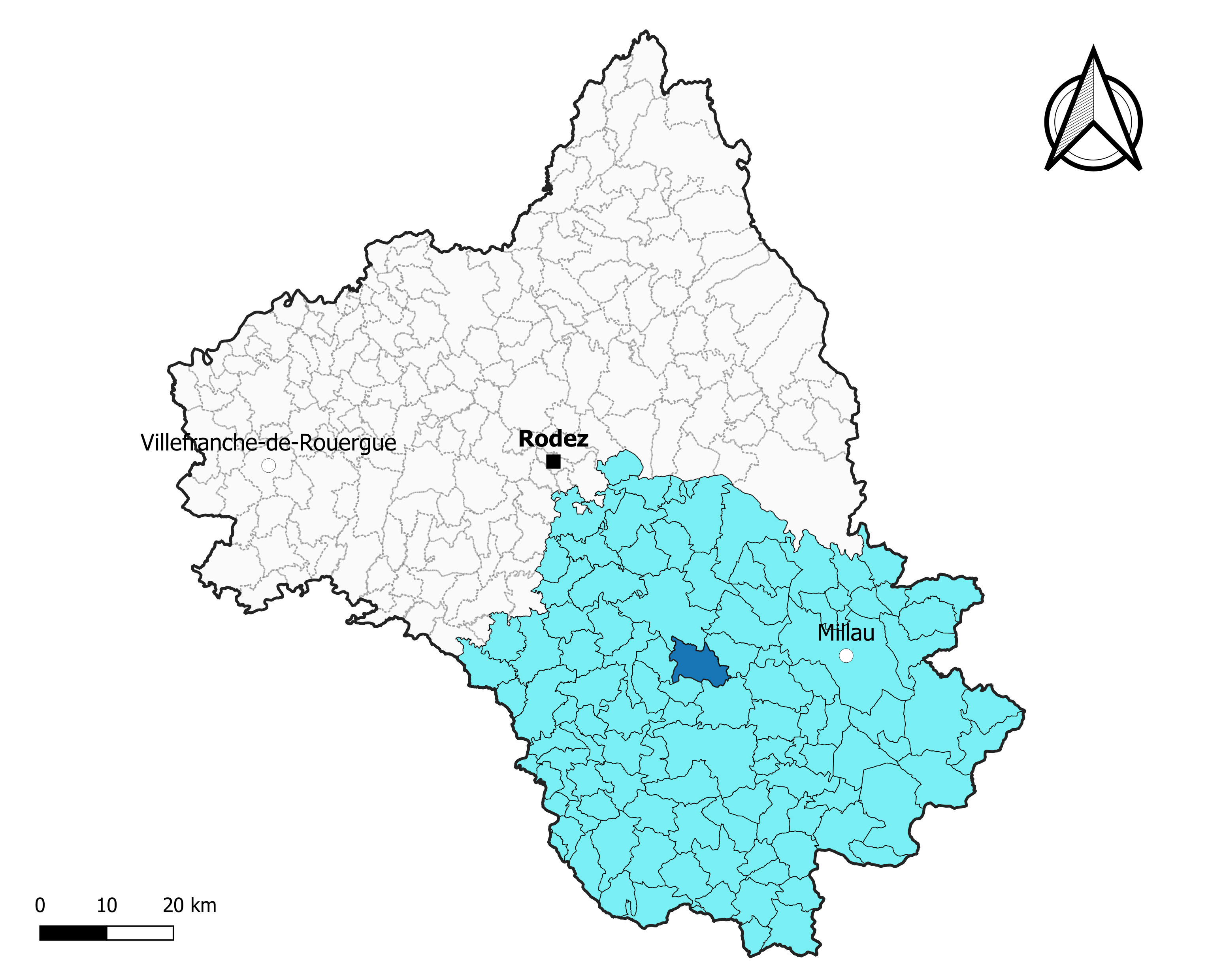
Viala-du-Tarn dans l'arrondissement de Millau en 2020.

### Élections municipales et communautaires

#### Élections de 2020
Le conseil municipal de Viala-du-Tarn, commune de moins de 1 000 habitants, est élu au scrutin majoritaire plurinominal à deux tours avec candidatures isolées ou groupées et possibilité de panachage. Compte tenu de la population communale, le nombre de sièges à pourvoir lors des élections municipales de 2020 est de 15. Sur les trente candidats en lice, quinze sont élus dès le premier tour, le 15 mars 2020, correspondant à la totalité des sièges à pourvoir, avec un taux de participation de 48,05 %.
Gérard Descotte est élu nouveau maire de la commune le 23 mai 2020.
Dans les communes de moins de 1 000 habitants, les conseillers communautaires sont désignés parmi les conseillers municipaux élus en suivant l’ordre du tableau (maire, adjoints puis conseillers municipaux) et dans la limite du nombre de sièges attribués à la commune au sein du conseil communautaire. Deux sièges sont attribués à la commune au sein de la communauté de communes de la Muse et des Raspes du Tarn.

#### Liste des maires
| Période                                  | Période  | Identité            | Étiquette | Qualité                                                    |
| ---------------------------------------- | -------- | ------------------- | --------- | ---------------------------------------------------------- |
| Les données manquantes sont à compléter. |          |                     |           |                                                            |
|                                          |          |                     |           |                                                            |
| 1977                                     | 1989     | André Arles         | Centre    |                                                            |
| 1989                                     | 2008     | Jean-Claude Gineste | DVG       | Conseiller général du canton de Saint-Beauzély (2001-2015) |
| 2008                                     | 2014     | Bertrand Guet       | SE        | Retraité                                                   |
| 2014                                     | mai 2020 | Jean-Claude Niel    | SE        | Retraité                                                   |
| mai 2020                                 | En cours | Gérard Descotte     |           |                                                            |

## Démographie
L'évolution du nombre d'habitants est connue à travers les recensements de la population effectués dans la commune depuis 1793. Pour les communes de moins de 10 000 habitants, une enquête de recensement portant sur toute la population est réalisée tous les cinq ans, les populations de référence des années intermédiaires étant quant à elles estimées par interpolation ou extrapolation. Pour la commune, le premier recensement exhaustif entrant dans le cadre du nouveau dispositif a été réalisé en 2008.

En 2022, la commune comptait 527 habitants, en évolution de +10,25 % par rapport à 2016 (Aveyron : +0,37 %, France hors Mayotte : +2,11 %).
| 1793 | 1800 | 1806  | 1821  | 1831  | 1836  | 1841  | 1846  | 1851  |
| ---- | ---- | ----- | ----- | ----- | ----- | ----- | ----- | ----- |
| 488  | 574  | 1 941 | 2 051 | 1 739 | 1 756 | 1 943 | 1 761 | 1 920 |

| 1856  | 1861  | 1866  | 1872  | 1876  | 1881  | 1886  | 1891  | 1896  |
| ----- | ----- | ----- | ----- | ----- | ----- | ----- | ----- | ----- |
| 1 807 | 1 800 | 1 741 | 1 782 | 1 829 | 1 812 | 1 805 | 1 704 | 1 691 |

| 1901  | 1906  | 1911  | 1921  | 1926  | 1931  | 1936  | 1946  | 1954 |
| ----- | ----- | ----- | ----- | ----- | ----- | ----- | ----- | ---- |
| 1 714 | 1 612 | 1 672 | 1 400 | 1 481 | 1 390 | 1 225 | 1 144 | 920  |

| 1962 | 1968 | 1975 | 1982 | 1990 | 1999 | 2006 | 2008 | 2013 |
| ---- | ---- | ---- | ---- | ---- | ---- | ---- | ---- | ---- |
| 826  | 671  | 581  | 539  | 533  | 525  | 538  | 541  | 442  |

| 2018 | 2022 | - | - | - | - | - | - | - |
| ---- | ---- | - | - | - | - | - | - | - |
| 531  | 527  | - | - | - | - | - | - | - |

## Économie

### Revenus
En 2018  (données Insee publiées en septembre 2021), la commune compte 186 ménages fiscaux, regroupant 398 personnes. La médiane du revenu disponible par unité de consommation est de 18 560 € (20 640 € dans le département).

### Emploi
| Division       | 2008  | 2013  | 2018   |
| -------------- | ----- | ----- | ------ |
| Commune        | 6,9 % | 5,8 % | 10,9 % |
| Département    | 5,4 % | 7,1 % | 7,1 %  |
| France entière | 8,3 % | 10 %  | 10 %   |

En 2018, la population âgée de 15 à 64 ans s'élève à 313 personnes, parmi lesquelles on compte 69 % d'actifs (58,1 % ayant un emploi et 10,9 % de chômeurs) et 31 % d'inactifs,. En  2018, le taux de chômage communal (au sens du recensement) des 15-64 ans est supérieur à celui de la France et du département, alors qu'il était inférieur à celui de la France en 2008.
La commune est hors attraction des villes,. Elle compte 102 emplois en 2018, contre 105 en 2013 et 102 en 2008. Le nombre d'actifs ayant un emploi résidant dans la commune est de 184, soit un indicateur de concentration d'emploi de 55,5 % et un taux d'activité parmi les 15 ans ou plus de 47,2 %.
Sur ces 184 actifs de 15 ans ou plus ayant un emploi, 93 travaillent dans la commune, soit 51 % des habitants. Pour se rendre au travail, 64,7 % des habitants utilisent un véhicule personnel ou de fonction à quatre roues, 1,6 % les transports en commun, 14,7 % s'y rendent en deux-roues, à vélo ou à pied et 19 % n'ont pas besoin de transport (travail au domicile).

### Activités hors agriculture

#### Secteurs d'activités
34 établissements sont implantés  à Viala-du-Tarn au 31 décembre 2019. Le tableau ci-dessous en détaille le nombre par secteur d'activité et compare les ratios avec ceux du département,.
| Secteur d'activité                                                                                        | Commune | Commune | Département |
| Secteur d'activité                                                                                        | Nombre  | %       | %           |
| --- | ------- | ------- | ----------- |
| Ensemble                                                                                                  | 34      | 100 %   | (100 %)     |
| Industrie manufacturière, industries extractives et autres                                                | 6       | 17,6 %  | (17,7 %)    |
| Construction                                                                                              | 5       | 14,7 %  | (13 %)      |
| Commerce de gros et de détail, transports, hébergement et restauration                                    | 10      | 29,4 %  | (27,5 %)    |
| Information et communication                                                                              | 1       | 2,9 %   | (1,5 %)     |
| Activités financières et d'assurance                                                                      | 2       | 5,9 %   | (3,4 %)     |
| Activités immobilières                                                                                    | 1       | 2,9 %   | (4,2 %)     |
| Activités spécialisées, scientifiques et techniques et activités de services administratifs et de soutien | 5       | 14,7 %  | (12,4 %)    |
| Administration publique, enseignement, santé humaine et action sociale                                    | 3       | 8,8 %   | (12,7 %)    |
| Autres activités de services                                                                              | 1       | 2,9 %   | (7,8 %)     |

Le secteur du commerce de gros et de détail, des transports, de l'hébergement et de la restauration est prépondérant sur la commune puisqu'il représente 29,4 % du nombre total d'établissements de la commune (10 sur les 34 entreprises implantées  à Viala-du-Tarn), contre 27,5 % au niveau départemental.

#### Entreprises
L' entreprise ayant son siège social sur le territoire communal qui génère le plus de chiffre d'affaires en 2020 est :
- SARL Construction Traditionnelle De Ladepeyre, travaux de maçonnerie générale et gros œuvre de bâtiment (142 k€).

### Agriculture
La commune est dans les Grands Causses, une petite région agricole occupant le sud-est du département de l'Aveyron. En 2020, l'orientation technico-économique de l'agriculture  sur la commune est l'élevage d'ovins ou de caprins.
|               | 1988  | 2000  | 2010  | 2020  |
| ------------- | ----- | ----- | ----- | ----- |
| Exploitations | 49    | 37    | 33    | 28    |
| SAU (ha)      | 1 364 | 1 352 | 1 525 | 1 472 |

Le nombre d'exploitations agricoles en activité et ayant leur siège dans la commune est passé de 49 lors du recensement agricole de 1988  à 37 en 2000 puis à 33 en 2010 et enfin à 28 en 2020, soit une baisse de 43 % en 32 ans. Le même mouvement est observé à l'échelle du département qui a perdu pendant cette période 51 % de ses exploitations,. La surface agricole utilisée sur la commune a quant à elle augmenté, passant de 1 364 ha en 1988 à 1 472 ha en 2020. Parallèlement la surface agricole utilisée moyenne par exploitation a augmenté, passant de 28 à 53 ha.

## Culture locale et patrimoine

### Patrimoine religieux
Onze édifices religieux ont existé sur le territoire communal et huit subsistent encore :
- Chapelle Saint-Étienne du Pujol (ou de Meilhas, ou du Poujol),
- Chapelle Saint-Jacques du Minier,
- Chapelle Notre-Dame de Plescamps,
- Église Saint-Martin de Coudols,
- Église Saint-Pierre de Ladepeyre,
- Église Saint-Sauveur de Pinet,
- Église Saint-Symphorien de Saint-Symphorien,
- Église Saint-Saturnin de Viala-du-Tarn.

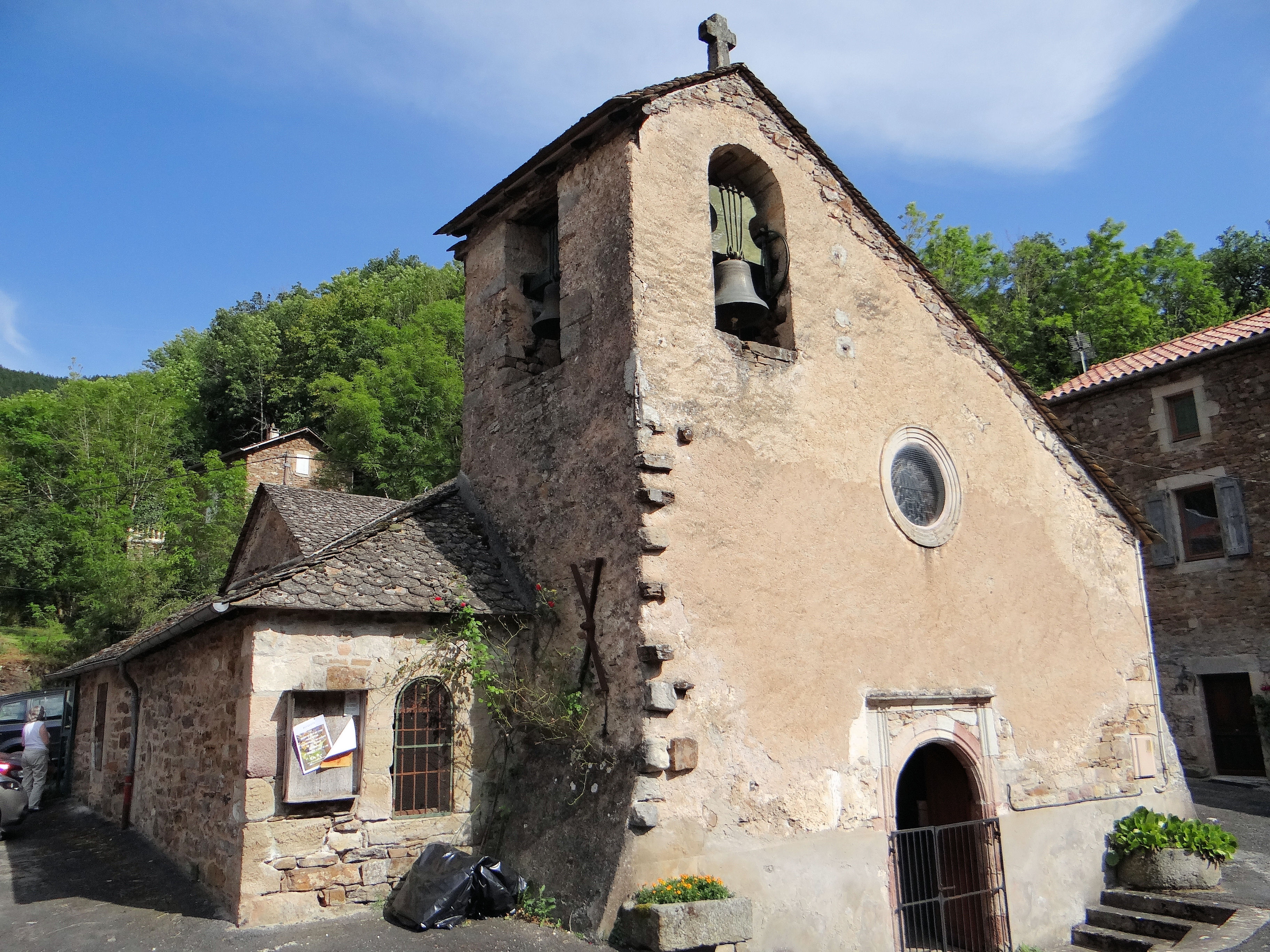
La chapelle Saint-Jacques du Minier.
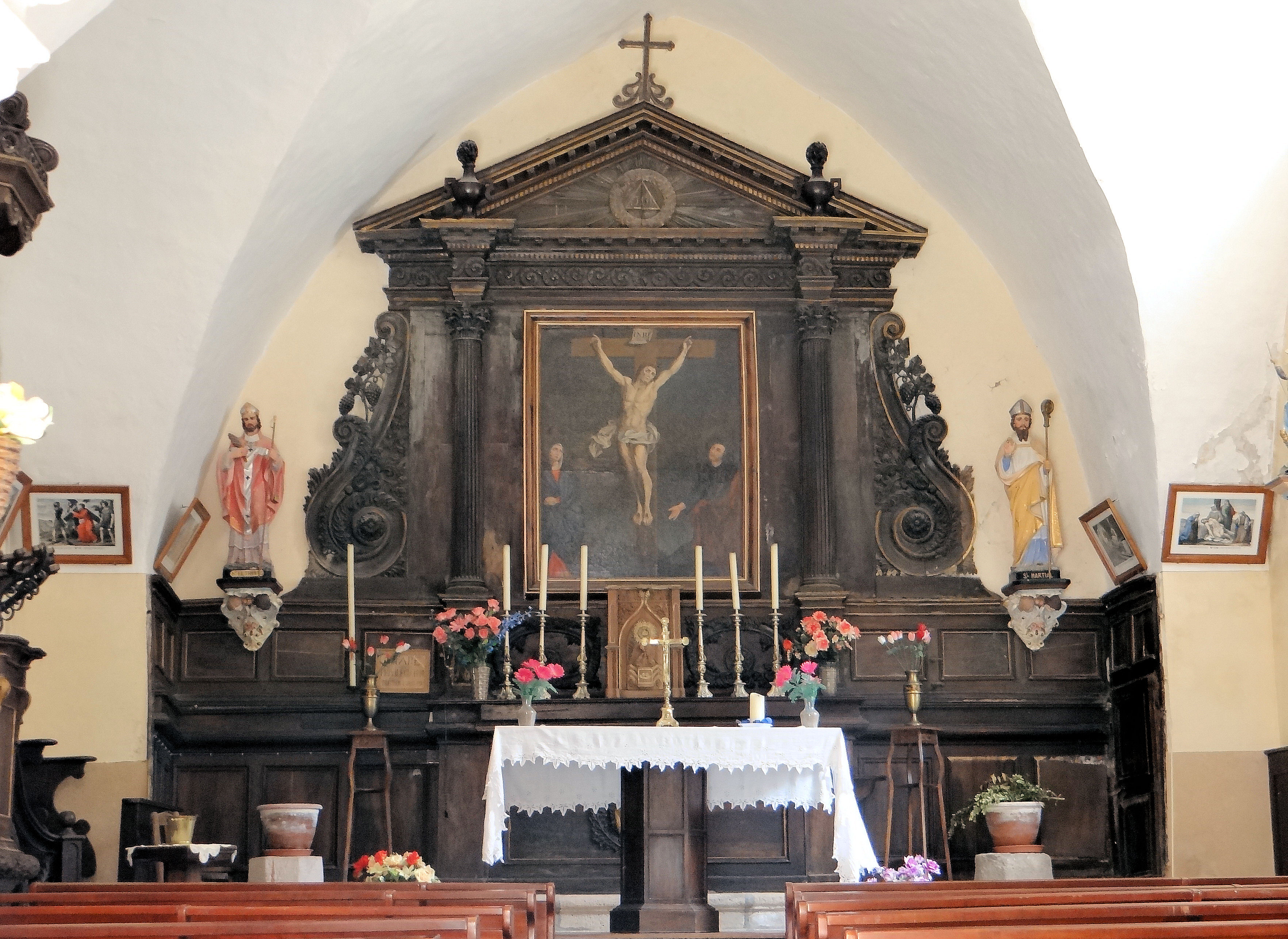
Le maître-autel de la chapelle du Minier.
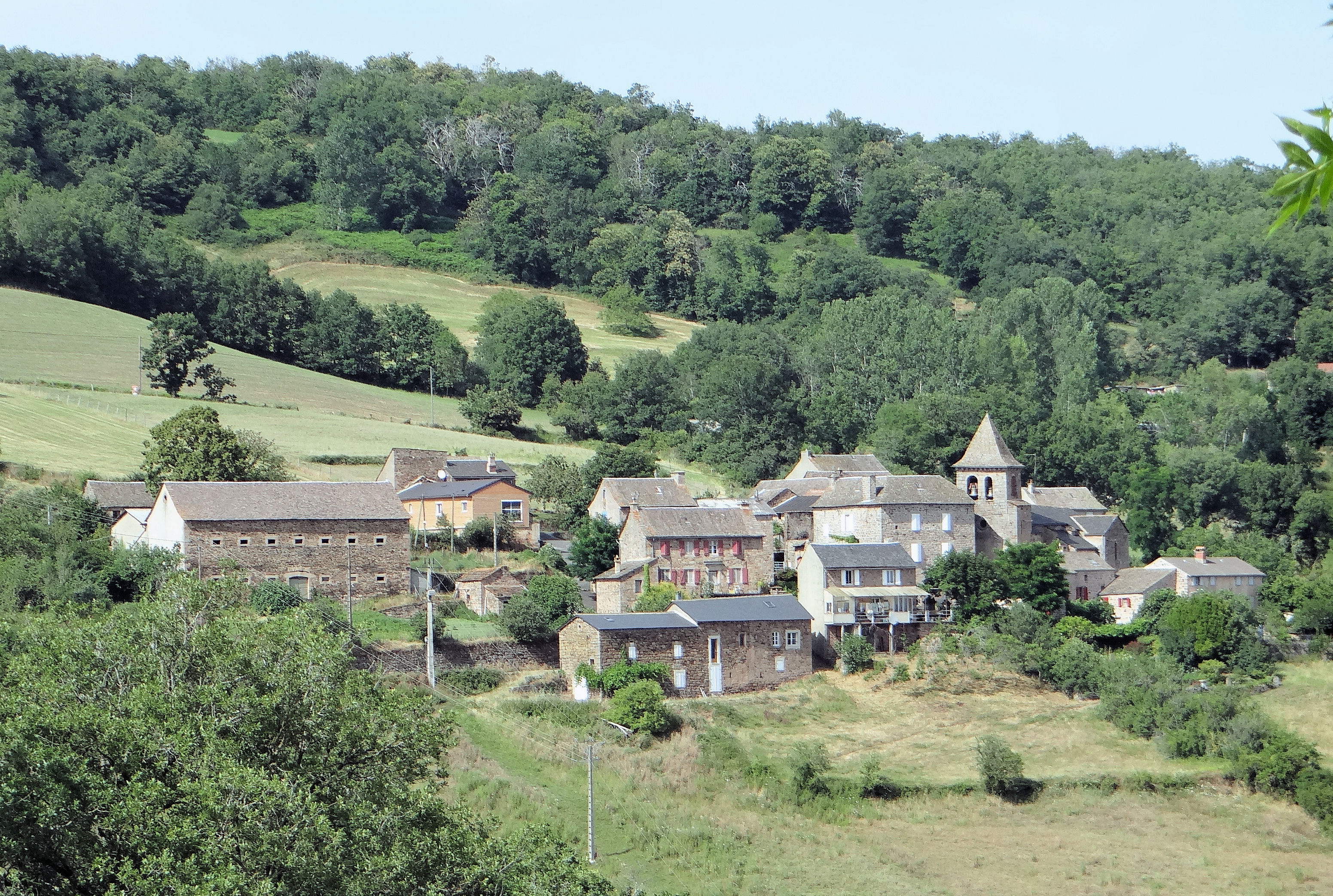
Le hameau de Saint-Symphorien et son église.
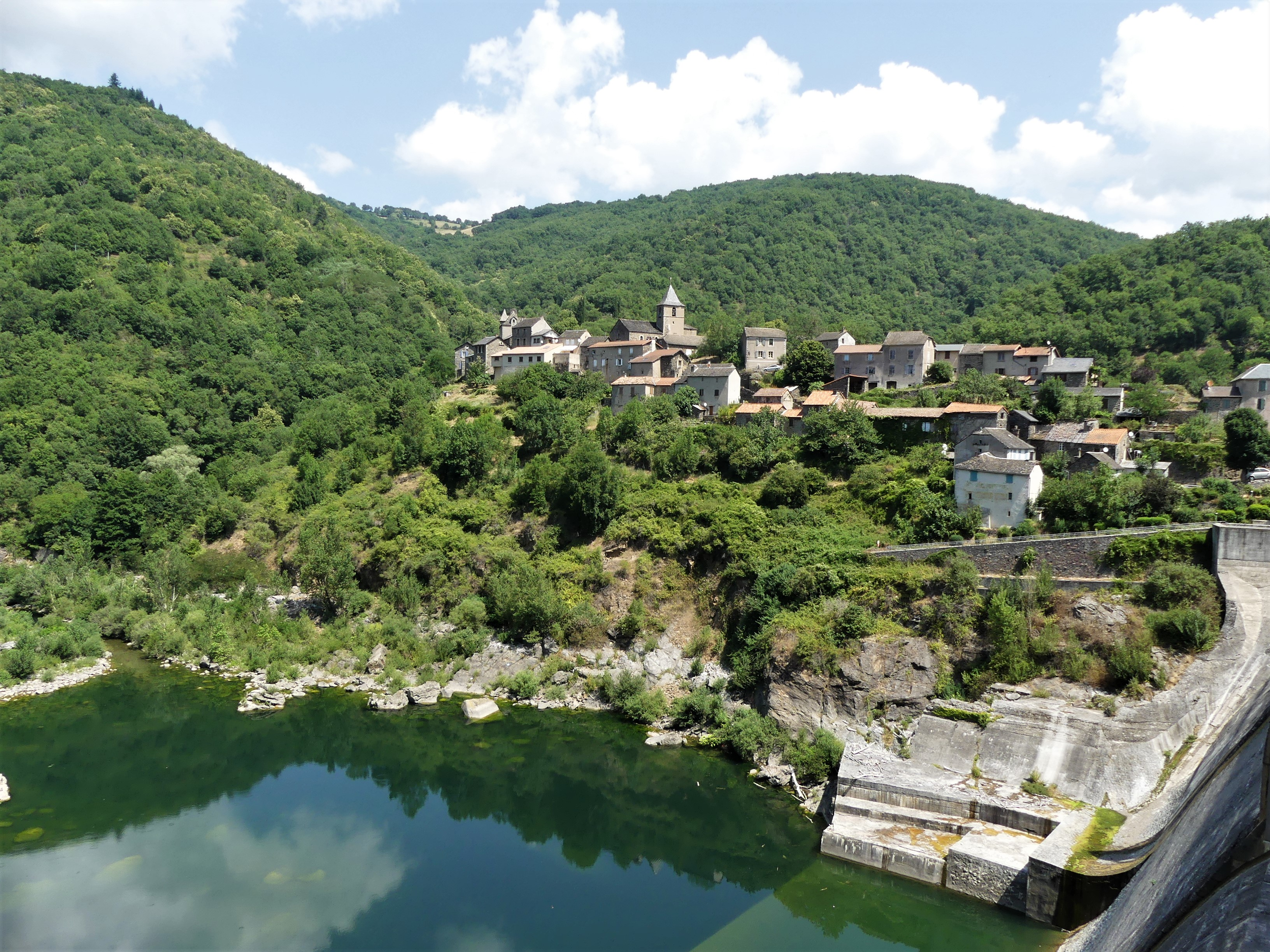
Le village de Pinet et son église.
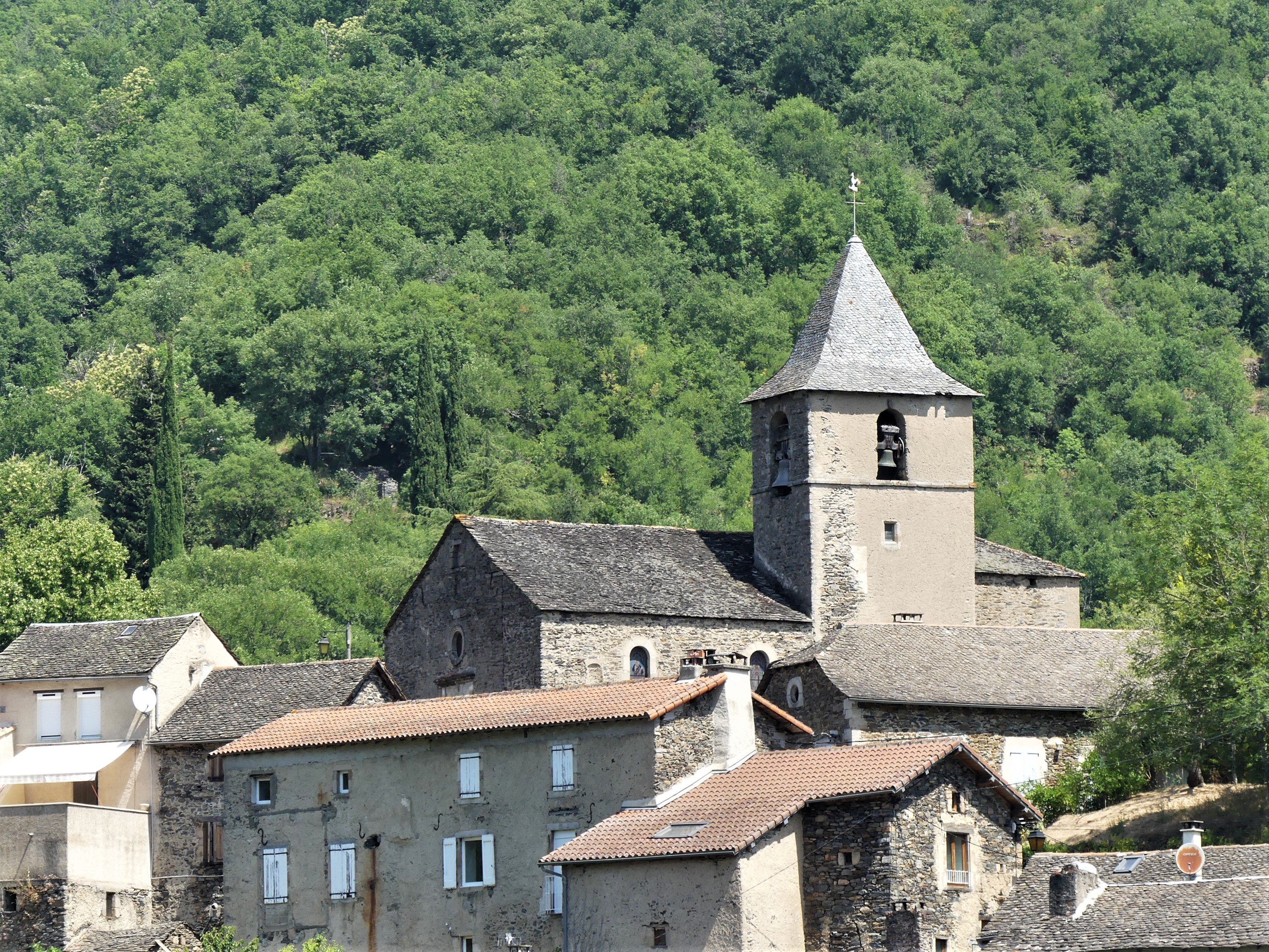
L'église Saint-Sauveur de Pinet.

### Patrimoine civil
- Cinq mégalithes témoignent du passé préhistorique du territoire communal : les deux dolmens de Candadès[59],[60], la Peyre Levade[61], le dolmen de Cazarède inscrit au titre des monuments historiques depuis 1997[62] et la statue-menhir de Rivière.
- Tourelles et remparts du XVe siècle.
- Porte de la ville.
- Maisons des XVe et XVIe siècles.
- Monument aux morts 1914-1918.
- Monument aux morts 1939-1945.
- Le barrage de Pinet établi sur le Tarn entre Viala-du-Tarn (rive droite) et Saint-Victor-et-Melvieu (rive gauche).

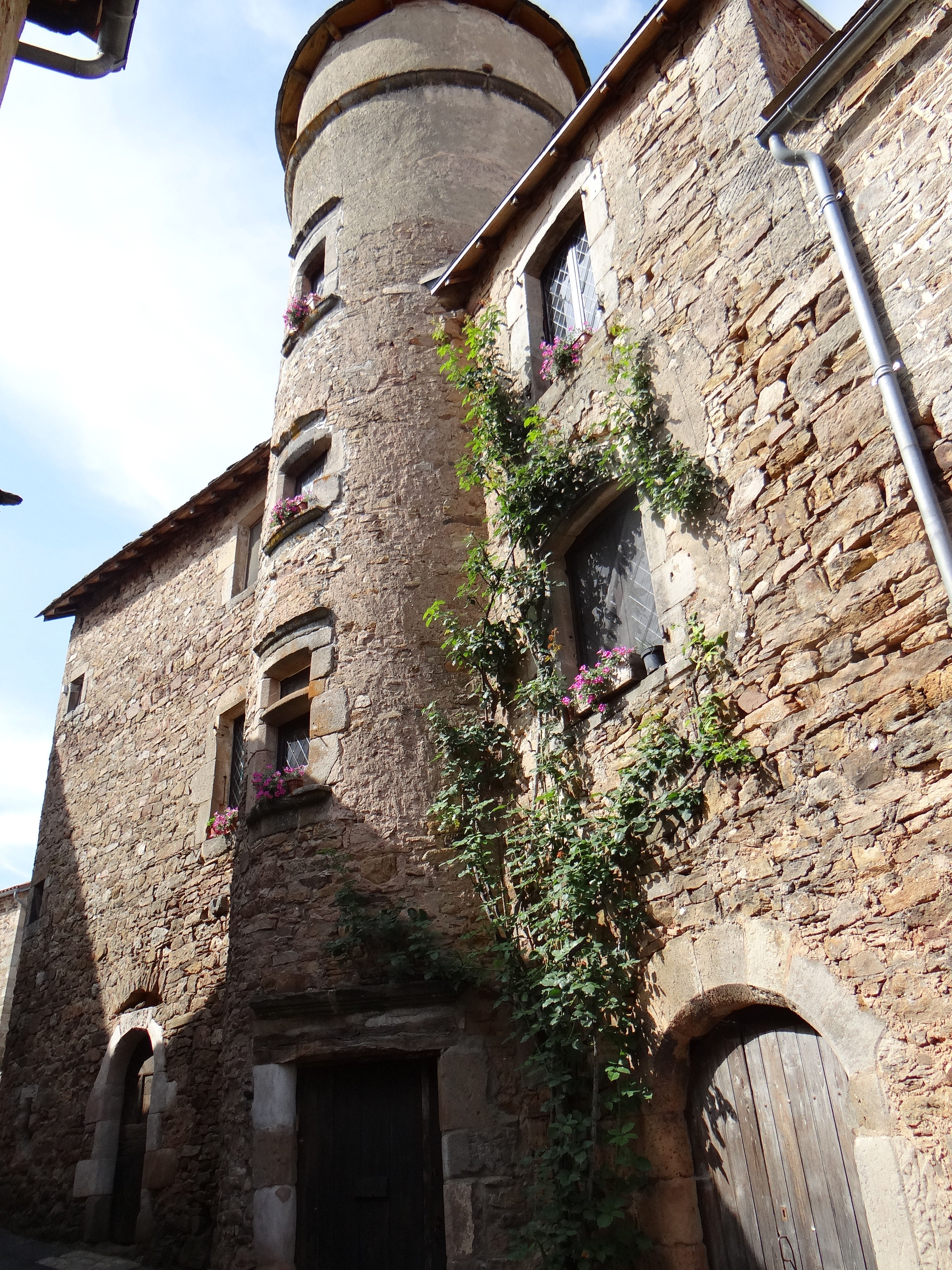
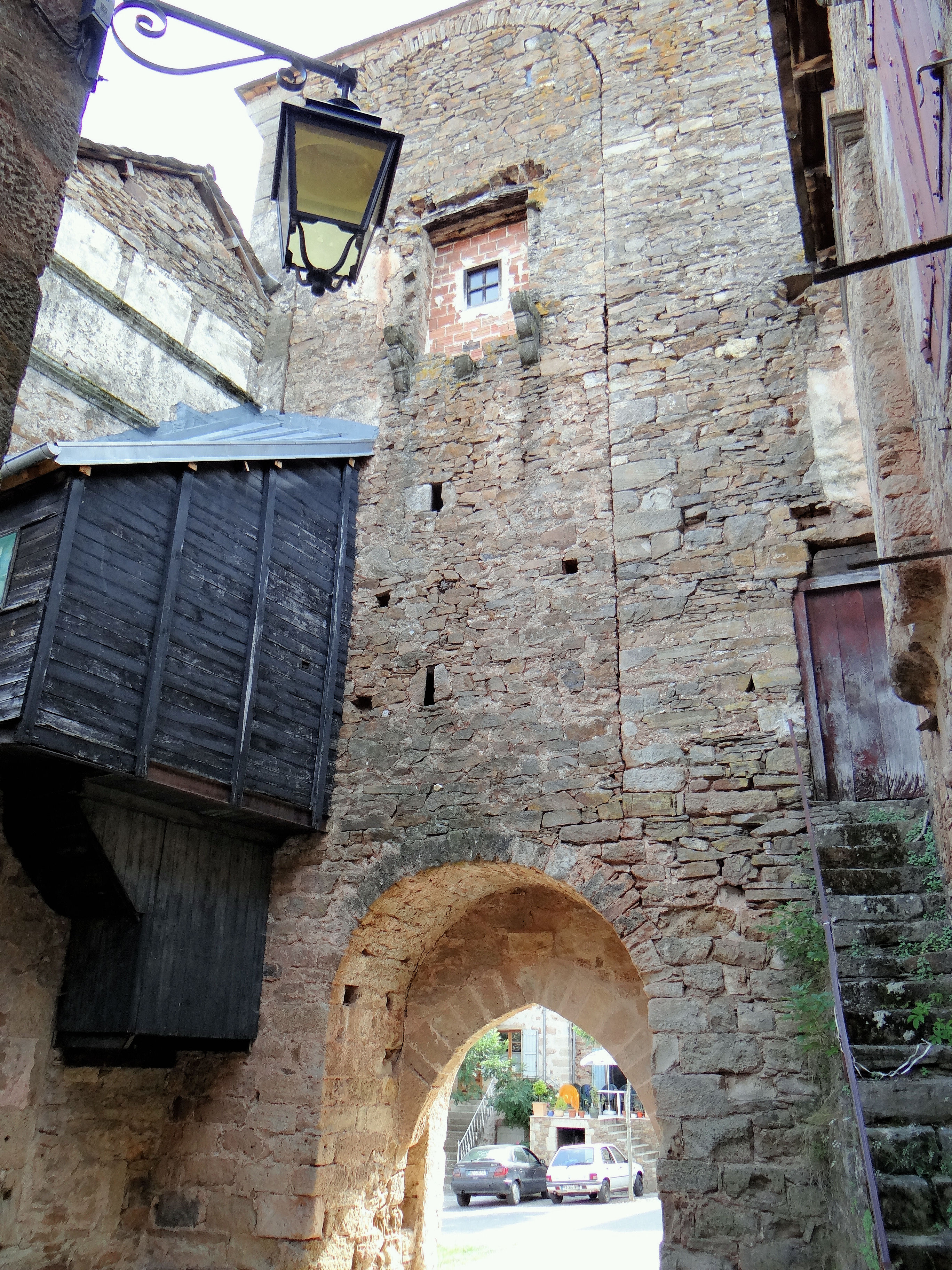
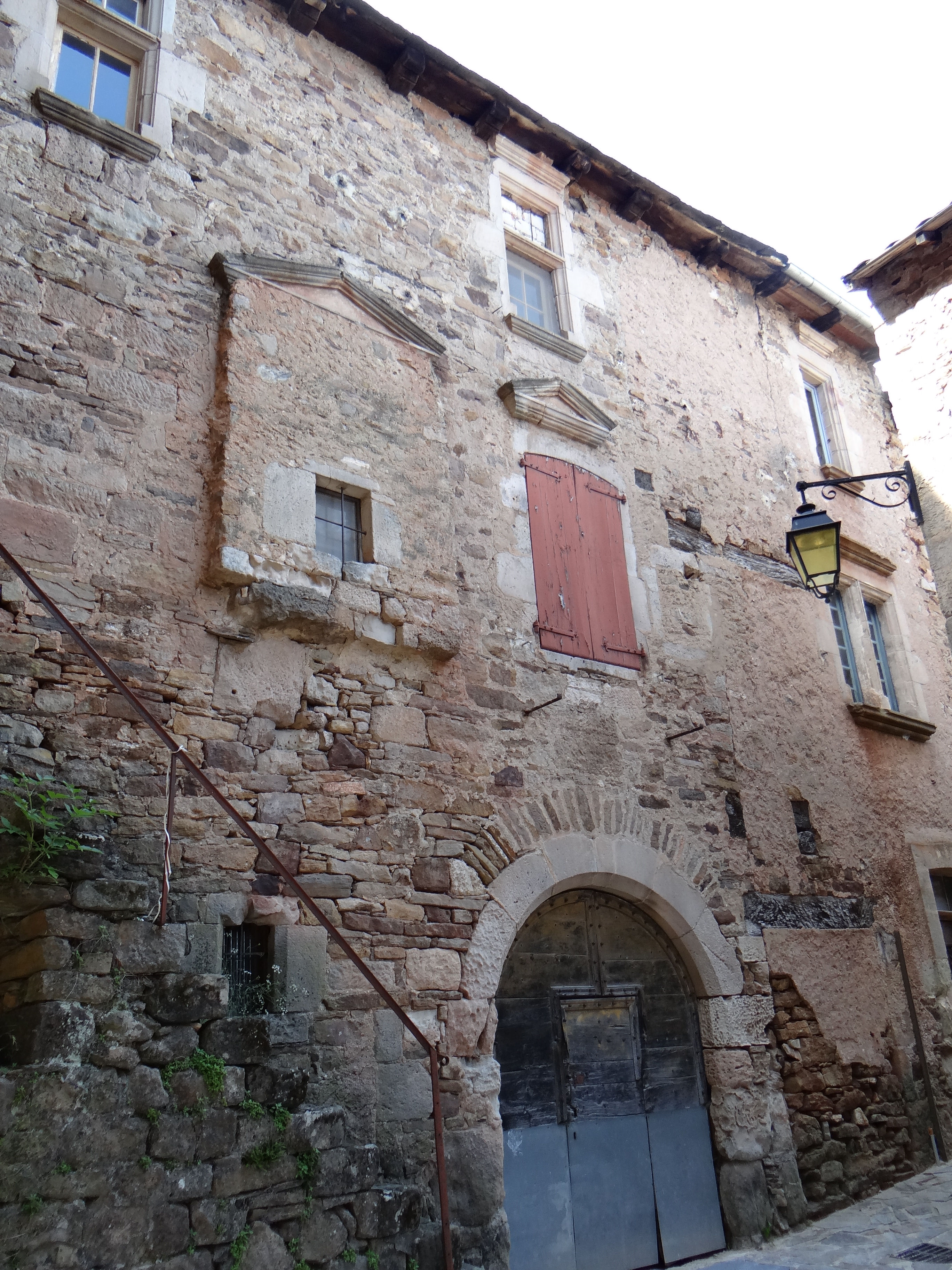
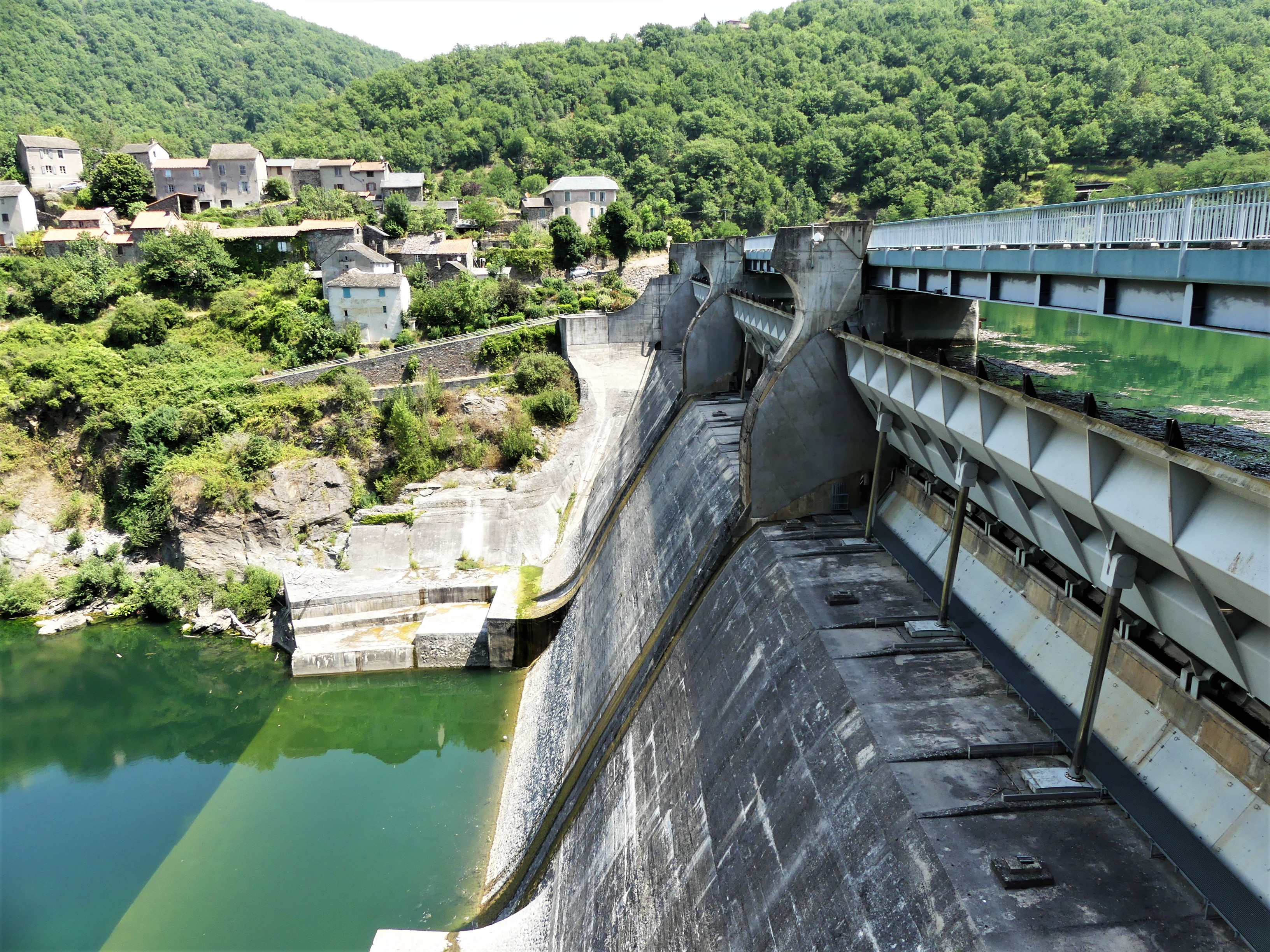
Le barrage de Pinet.

### Le Minier
- À l'entrée du village du Minier, une maison du XIIIe siècle est inscrite au titre des monuments historiques depuis 1932 pour les sculptures de sa façade[63].

Comme son nom le signifie, le hameau est né d'une mine. La découverte de mines d'argent vers 1250 va entraîner son développement et son enrichissement. L'argent produit par ces mines était utilisé pour frapper la monnaie de Rodez. Cette richesse a conduit à la création de trois paroisses car l'Église pouvait tirer le maximum d'argent de la vente des sacrements et des services religieux.
Les trois paroisses du Minier étaient délimitées par les ruisseaux :
- la rive droite dépendait de la paroisse de Viala-du-Tarn,
- la rive gauche, à l'amont du pont, était liée à la paroisse de la Roubière (Montjaux),
- la rive gauche, à l'aval du pont, dépendait de la paroisse d'Amalou. La chapelle du Minier, placée sous le vocable de Saint-Jacques, est sur le territoire de la paroisse d'Amalou. On sait que la chapelle Saint-Jacques du Minier a été fondée par un prêtre nommé Orcival, mais on ignore la date de fondation. En 1383, elle a été donnée au monastère Saint-Sernin avec l'église d'Amalou. La paroisse a été supprimée en 1792.

De ce riche passé il reste plusieurs maisons médiévales et la chapelle Saint-Jacques.

Maisons du Minier
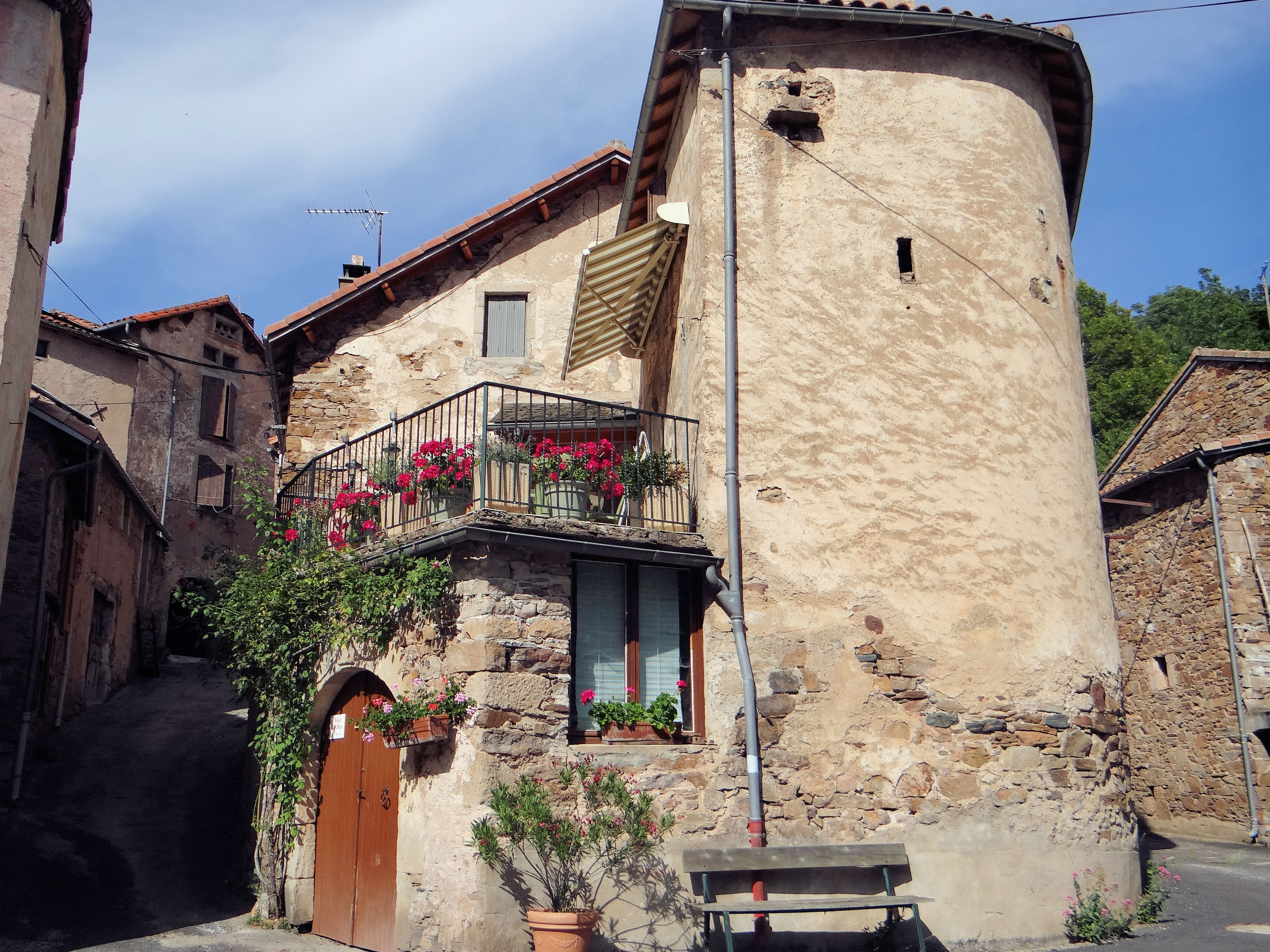
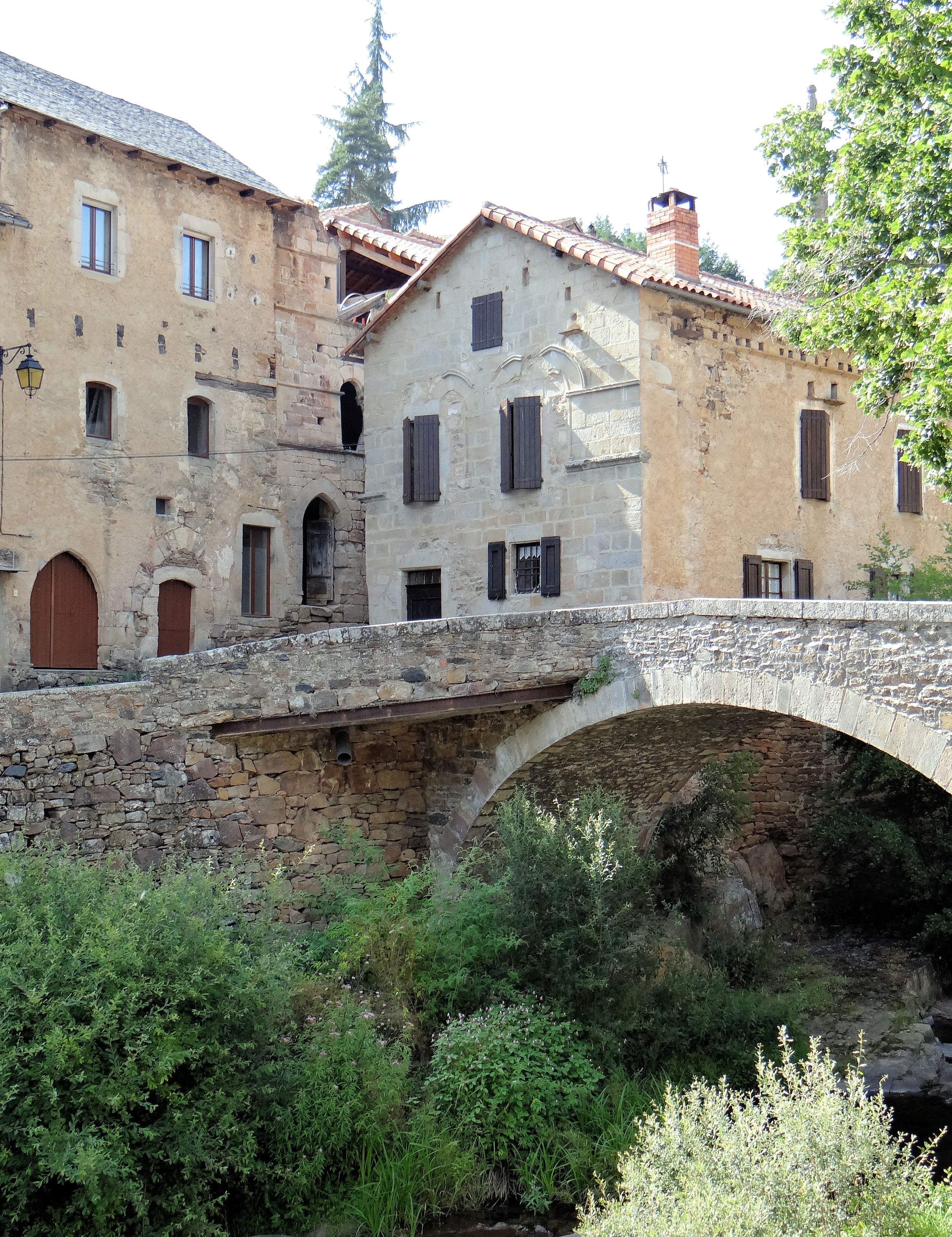
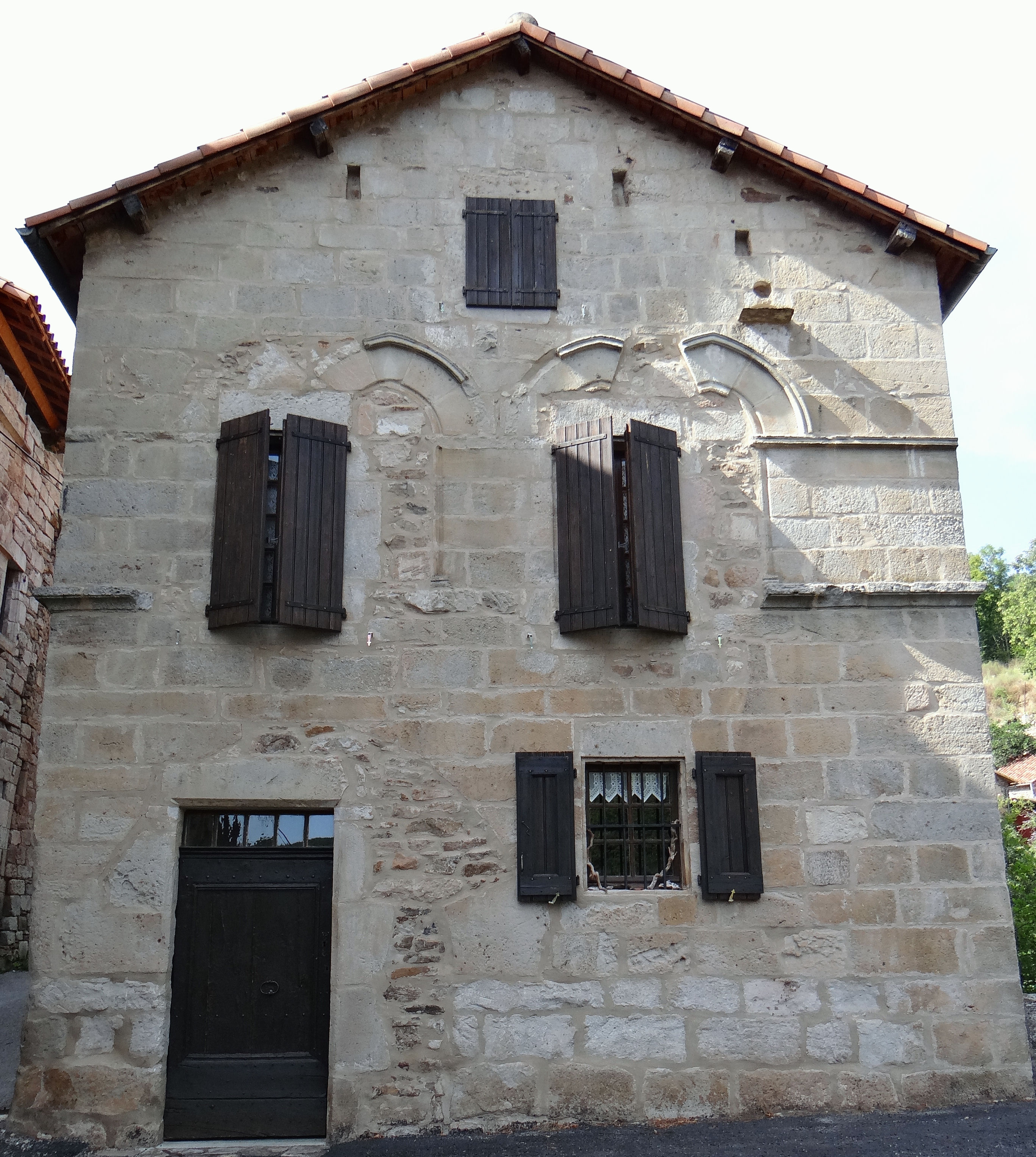
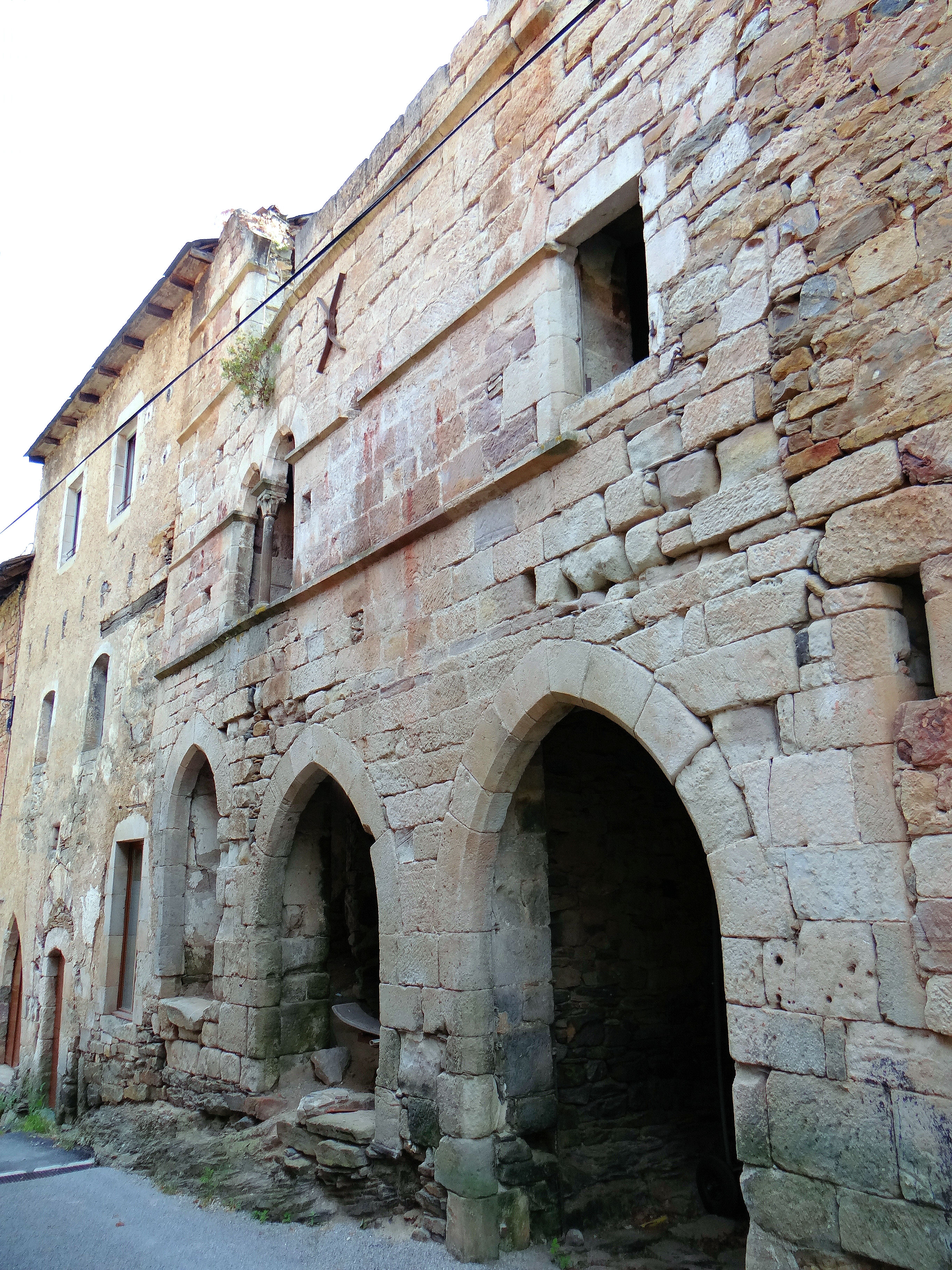
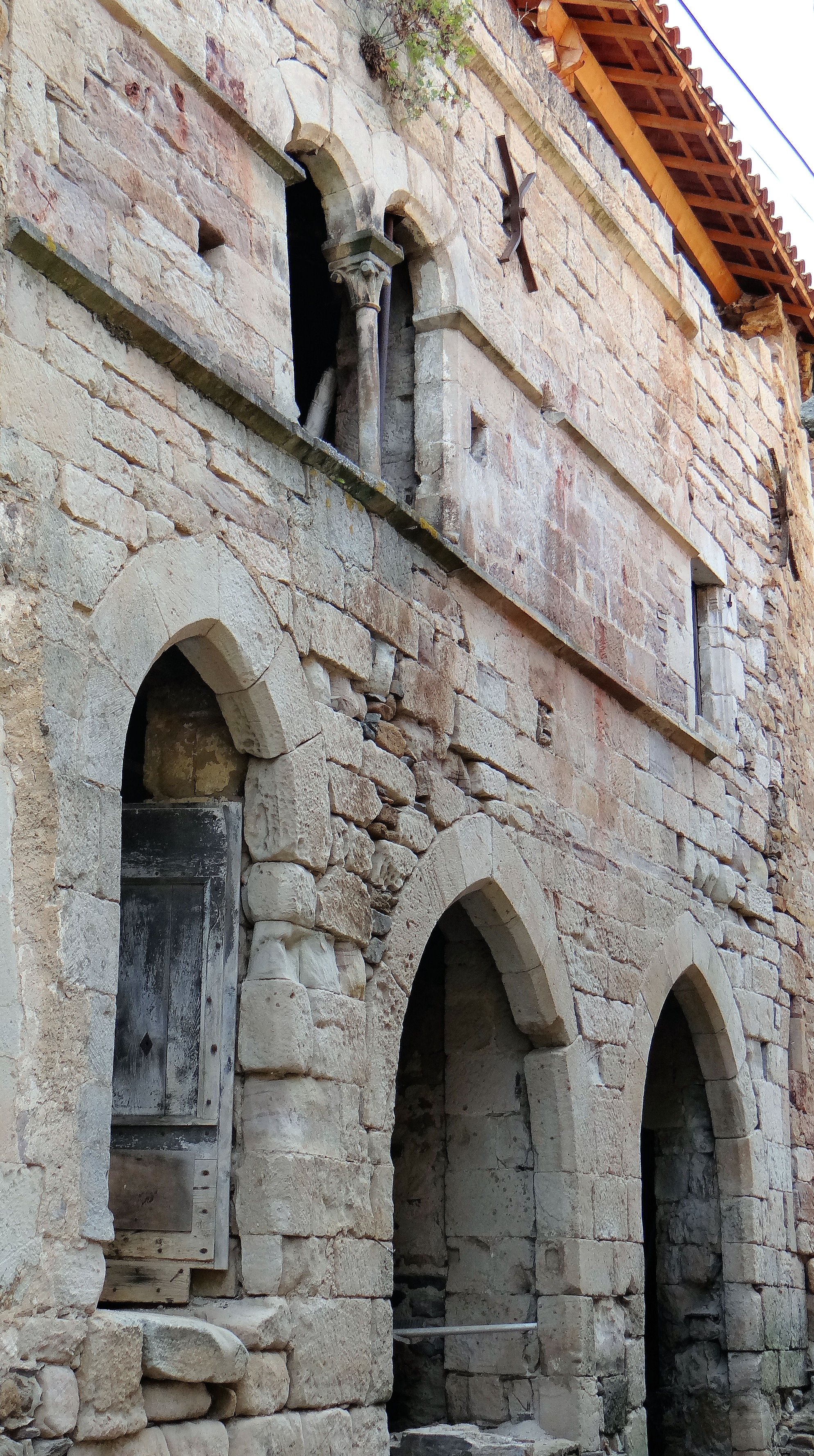

### Héraldique
Pour un article plus général, voir Armorial des communes de l'Aveyron.
| Blason de Viala-du-Tarn | Blason  | Parti : au 1er de gueules aux trois bandes d'or, au 2e d'argent au chevron soudé d'or, à la bordure d'azur chargée de huit cloches d'or. |
| Blason de Viala-du-Tarn | Détails | Le statut officiel du blason reste à déterminer.                                                                                         |